# Hans-Jürgen Evers
Hans-Jürgen Evers (* 9. April 1932 in Nieder Schönfeld; † 3. August 2015 in Heidenau) war ein deutscher Politiker der CDU.

## Ämter
Evers war vom 21. Mai 1990 bis zum 31. Juli 1994 erster und einziger Landrat des Landkreises Pirna. Nach der Vereinigung dieses Landkreises mit dem Nachbarkreis zum Landkreis Sächsische Schweiz wurde Evers’ bisheriger Stellvertreter, Michael Geisler, zum Landrat gewählt.
Von 1999 bis 2009 saß er für die CDU im Stadtrat seiner Heimatstadt Heidenau. Er war Präsident und zuletzt Ehrenpräsident der Euroregion Elbe/Labe. Des Weiteren war er im Vorstand des DRK Pirna und dem Präsidium des Tages der Sachsen aktiv.